# 드무아브르의 공식
수학에서 드무아브르의 공식(영어: de Moivre’s formula) 또는 드무아브르의 정리(de Moivre's theorem)는 임의의 복소수를 극형식으로 나타내었을 때 성립하는 다음 등식을 의미한다. 이 식에서 i는 허수 단위를 뜻한다.
{\displaystyle \left(\cos x+i\sin x\right)^{n}=\cos {nx}+i\sin {nx}}
이 공식은 복소수와 삼각 함수간의 관계를 보여준다.
{\displaystyle x}가 실수라는 가정하에, 좌변을 전개하면 실수부와 허수부로 나눌 수 있다. 이를 이용하면 {\displaystyle \cos {x},\sin {x}}만을 사용하여 {\displaystyle \cos {nx}}와 {\displaystyle \sin {nx}}을 나타내는 식을 쉽게 유도할 수 있다. 뿐만 아니라, {\displaystyle z^{n}=1}의 복소근을 쉽게 구할 수 있다.

## 유도
역사적으로 오일러의 공식보다도 더 먼저 증명되었지만, 오일러 공식을 사용하면 이를 쉽게 유도할 수 있다.
{\displaystyle e^{ix}\,=\,\cos x+i\sin x}
지수 함수의 성질에 의하여 다음 식을 얻을 수 있다.
{\displaystyle \left(e^{ix}\right)^{n}=e^{inx}}
그러면, 오일러의 공식에 의하여 다음 식을 얻을 수 있다.
{\displaystyle e^{i(nx)}\,=\,\cos {nx}+i\sin {nx}}

## 수학적 귀납법을 이용한 증명
세 가지 경우로 나누어 생각한다.
{\displaystyle n>0}인 정수에 대하여, 수학적 귀납법을 사용하여 이를 증명할 수 있다. {\displaystyle n=1}일 때, 이 등식은 참이다. 이제 {\displaystyle k}일 때 다음의 식이 성립한다고 가정하자.
{\displaystyle \left(\cos x+i\sin x\right)^{k}\,=\,\cos {kx}+i\sin {kx}}
이제 {\displaystyle n=k+1}일 때 식이 성립하는지를 확인하면,
{\displaystyle {\begin{alignedat}{2}\left(\cos x+i\sin x\right)^{k+1}&=\left(\cos x+i\sin x\right)^{k}\left(\cos x+i\sin x\right)\\&=\left(\cos {kx}+i\sin {kx}\right)\left(\cos x+i\sin x\right)\\&=\cos {kx}\cos x-\sin {kx}\sin x+i\left(\cos {kx}\sin x+\sin {kx}\cos x\right)\\&=\cos {\left(k+1\right)x}+i\sin {\left(k+1\right)x}\end{alignedat}}}
이 식이 {\displaystyle n=k+1}일 때도 참이라는 것을 알 수 있다. 따라서 수학적 귀납법에 의하여 {\displaystyle \scriptstyle n\geq 1}인 모든 양의 정수에 대하여 식이 성립한다.
이제 {\displaystyle n=0}일 때 공식이 성립하는지를 확인하여 보면, {\displaystyle \scriptstyle \cos {0x}+i\sin {0x}=1+i\cdot 0=1} 또는 {\displaystyle z^{0}=1}라는 약속에 의하여 성립한다.
이제 {\displaystyle n<0}일 때 공식이 성립하는지를 확인하여 보자. 우선 {\displaystyle n=-m}을 만족하는 양의 정수 {\displaystyle m}에 대하여 생각하여 보면,
{\displaystyle {\begin{aligned}\left(\cos x+i\sin x\right)^{n}&=\left(\cos x+i\sin x\right)^{-m}\\&={\frac {1}{\left(\cos x+i\sin x\right)^{m}}}\\&={\frac {1}{\left(\cos mx+i\sin mx\right)}}\\&=\cos {mx}-i\sin {mx}\\&=\cos \left(-mx\right)+i\sin \left(-mx\right)\\&=\cos {nx}+i\sin {nx}\end{aligned}}}
이 식이 모든 정수에 대하여 성립한다는 사실을 알 수 있다.

## 코사인과 사인 부분을 각각 증명하는 방법
복소수의 성질에 의하여, 두 복소수가 같으려면 실수부와 허수부가 같아야 한다. 

만약 {\displaystyle \cos x}와 {\displaystyle \sin x}가 실수라면, 아래와 같은 식을 얻을 수 있다.
{\displaystyle {\begin{alignedat}{2}\cos {nx}&=\sum _{i=0}^{\lfloor {\frac {n}{2}}\rfloor }{\tbinom {n}{2i}}(-1)^{i}(\cos {x})^{n-2i}(\sin {x})^{2i}&&=\sum _{i=0}^{\lfloor {\frac {n}{2}}\rfloor }{\tbinom {n}{2i}}(\cos {x})^{n-2i}((\cos {x})^{2}-1)^{i}\\\sin {nx}&=\sum _{i=0}^{\lfloor {\frac {n-1}{2}}\rfloor }{\tbinom {n}{2i+1}}(-1)^{i}(\cos {x})^{n-2i-1}(\sin {x})^{2i+1}&&=(\sin {x})\sum _{i=0}^{\lfloor {\frac {n-1}{2}}\rfloor }{\tbinom {n}{2i+1}}(\cos {x})^{n-2i-1}((\cos {x})^{2}-1)^{i}\\\end{alignedat}}}
이 식은 {\displaystyle x}가 복소수일 때에도 양변이 정칙함수이므로, 그 성질에 의하여 성립한다. 위의 식이 실제로 성립하는지 확인해보기 위해 {\displaystyle n=2,3}을 대입해보면,
{\displaystyle {\begin{alignedat}{2}\cos {2x}&=(\cos {x})^{2}+((\cos {x})^{2}-1)&&=2(\cos {x})^{2}-1\\\sin {2x}&=2{\sin {x}}{\cos {x}}\\\cos {3x}&=(\cos {x})^{3}+3\cos {x}((\cos {x})^{2}-1)&&=4(\cos {x})^{3}-3\cos {x}\\\sin {3x}&=3(\cos {x})^{2}{\sin {x}}-(\sin {x})^{3}&&=3\sin {x}-4(\sin {x})^{3}\\\end{alignedat}}}
{\displaystyle \scriptstyle \cos {nx}}에 대한 등식의 우변은, 실제로는 체비쇼프 다항식 {\displaystyle \scriptstyle T_{n}(\cos x)}의 값이다.

## 정수 지수가 아닐 때의 문제, 일반화
드무아브르의 공식은 정수지수가 아닐 때는 성립하지 않는다. 드무아브르의 공식을 유도할 때 복소수의 n제곱이 사용되며, 만약 n이 정수가 아니라면 복소지수가 다가함수이기 때문에 좌변이 잘 정의되지 않는다.

### 복소수 지수의 확장
이 공식은 더 일반적으로 확장할 수 있다. {\displaystyle z}와 {\displaystyle w}가 복소수라면, {\displaystyle \cos(wz)+i\sin(wz)\,}와는 달리
{\displaystyle \left(\cos z+i\sin z\right)^{w}}
는 여러값 함수(multivalued function)이다. 따라서

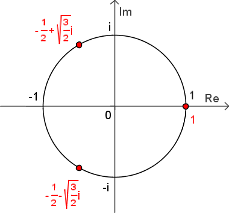
복소평면위에 찍은 의 근.

{\displaystyle \cos(wz)+i\sin(wz)\,}
는 {\displaystyle \left(\cos z+i\sin z\right)^{w}\,}의 여러 값중 하나일 뿐이다.

## 활용
이 공식은 {\displaystyle x^{n}-1=0}의 복소근을 구하는 데에 활용할 수 있다. 만약 {\displaystyle w}가 복소수라면, 이는 극형식 형태로 다음과 같이 쓸 수 있다.
{\displaystyle w=r\left(\cos x+i\sin x\right),\,}
이 때 {\displaystyle k}가 정수라면,
{\displaystyle w^{{}^{\frac {1}{n}}}=\left[r\left(\cos x+i\sin x\right)\right]^{{}^{\frac {1}{n}}}=r^{{}^{\frac {1}{n}}}\left[\cos \left({\frac {x+2k\pi }{n}}\right)+i\sin \left({\frac {x+2k\pi }{n}}\right)\right]}
{\displaystyle n}개의 서로 다른 근을 구할 때, {\displaystyle k=0}부터 {\displaystyle n-1}까지의 값을 대입해주면 쉽게 그 값을 구할 수 있다.

또한 이 공식은 고차방정식의 특수형태인, {\displaystyle x^{n}=a}의 꼴로, 이항방정식 이되겠다.

## 역사
아브라암 드무아브르가 발견하였다. 허수에 대한 직접적인 언급은 없다.

## 같이 보기
- 오일러 공식
- 1의 거듭제곱근
- 이항 방정식

## 참고 문헌
- Milton Abramowitz and Irene A. Stegun, Handbook of Mathematical Functions, (1964) Dover Publications, New York. ISBN 0-486-61272-4. (p. 74).